# Tricolia tesselata
Tricolia tesselata är en snäckart som först beskrevs av Valéry Louis Victor Potiez och Gaspard Louis André Michaud 1838.  Tricolia tesselata ingår i släktet Tricolia och familjen Tricoliidae. Inga underarter finns listade i Catalogue of Life.